# ルポルタージュ (高橋優の曲)
「ルポルタージュ」は、日本の男性シンガーソングライター・高橋優の楽曲。メジャー18枚目（通算19枚目）のシングルとして、2017年11月22日にワーナーミュージック・ジャパンから発売された。

## 概要
前作「虹/シンプル」から約4か月ぶりにリリースされる2017年第3弾シングル。
表題曲はテレビドラマ「オトナ高校」主題歌。PVには同ドラマの主演を務めている三浦春馬が高橋と共演している。カップリング曲の「羅針盤」は「アクサ」 CMタイアップソングである。
ジャケットには期間限定生産盤・通常盤ともにお笑いコンビ野性爆弾のボケ担当であるくっきーが描き下ろしたイラストが使用されている。

## 収録曲
| 全作詞・作曲: 高橋優。 |                                                                       |        |            |      |
| #                      | タイトル                                                              | 作詞   | 作曲・編曲 | 時間 |
| 1.                     | 「ルポルタージュ」(テレビ朝日系 土曜ナイトドラマ『オトナ高校』主題歌) | 高橋優 | 高橋優     | 4:19 |
| 2.                     | 「羅針盤」(「アクサ」CMソング)                                        | 高橋優 | 高橋優     | 5:04 |
| 3.                     | 「シーユーアゲイン ～ピアノバージョン～」                             | 高橋優 | 高橋優     | 5:07 |
| 4.                     | 「ゴーグル（高橋優&亀田誠治）」                                       | 高橋優 | 高橋優     | 5:03 |

| #  | タイトル                                          | 作詞 | 作曲・編曲 |
| -- | ------------------------------------------------- | ---- | ---------- |
| 1. | 「「ルポルタージュ」MV」                          |      |            |
| 2. | 「「ルポルタージュ」レコーディング&MVメイキング」 |      |            |

## 収録アルバム
- STARTING OVER (#1)